# ذيل الفأر الثعلباني
ذيل الفأر الثعلباني (الاسم العلمي: Myosurus alopecuroides) هو نوع من النباتات يتبع جنس ذيل الفأر من الفصيلة الحوذانية.
سمي هذا النوع نسبة إلى نبات الثعلبية (باللاتينية: Alopecurus).